# Еддісон (селище, Нью-Йорк)
Еддісон (англ. Addison) — селище (англ. village) в США, в окрузі Стубен штату Нью-Йорк. Населення — 1561 особа (2020).

## Географія
Еддісон розташований за координатами 42°6′23″ пн. ш. 77°13′55″ зх. д. / 42.10639° пн. ш. 77.23194° зх. д. (42.106321, -77.231990).  За даними Бюро перепису населення США в 2010 році селище мало площу 4,90 км², уся площа — суходіл.

## Демографія
Згідно з переписом 2010 року, у селищі мешкали 1763 особи в 697 домогосподарствах у складі 449 родин. Густота населення становила 360 осіб/км².  Було 770 помешкань (157/км²).
Расовий склад населення:
| - 96,9 % — білих - 0,7 % — азіатів - 0,5 % — чорних або афроамериканців - 0,2 % — корінних американців |

До двох чи більше рас належало 1,1 %. Частка іспаномовних становила 1,8 % від усіх жителів.
За віковим діапазоном населення розподілялося таким чином: 27,6 % — особи молодші 18 років, 59,4 % — особи у віці 18—64 років, 13,0 % — особи у віці 65 років та старші. Медіана віку мешканця становила 36,7 року. На 100 осіб жіночої статі у селищі припадало 91,4 чоловіків;  на 100 жінок у віці від 18 років та старших — 89,9 чоловіків також старших 18 років.
Середній дохід на одне домашнє господарство  становив 58 217 доларів США (медіана — 49 821), а середній дохід на одну сім'ю — 67 502 долари (медіана — 61 875). Медіана доходів становила 41 397 доларів для чоловіків та 36 853 долари для жінок. За межею бідності перебувало 13,5 % осіб, у тому числі 17,4 % дітей у віці до 18 років та 1,7 % осіб у віці 65 років та старших.
Цивільне працевлаштоване населення становило 818 осіб. Основні галузі зайнятості: освіта, охорона здоров'я та соціальна допомога — 26,9 %, роздрібна торгівля — 15,5 %, виробництво — 15,3 %.